# T Leporis
Désignations
T Leporis (en abrégé T Lep), également désignée HD 32803, est une étoile variable de la constellation australe du Lièvre. Dans le ciel, elle est située à un demi-degré de ε Leporis. Elle est distante d'environ ∼ 1 070 a.l. (∼ 328 pc) de la Terre.

## Propriétés

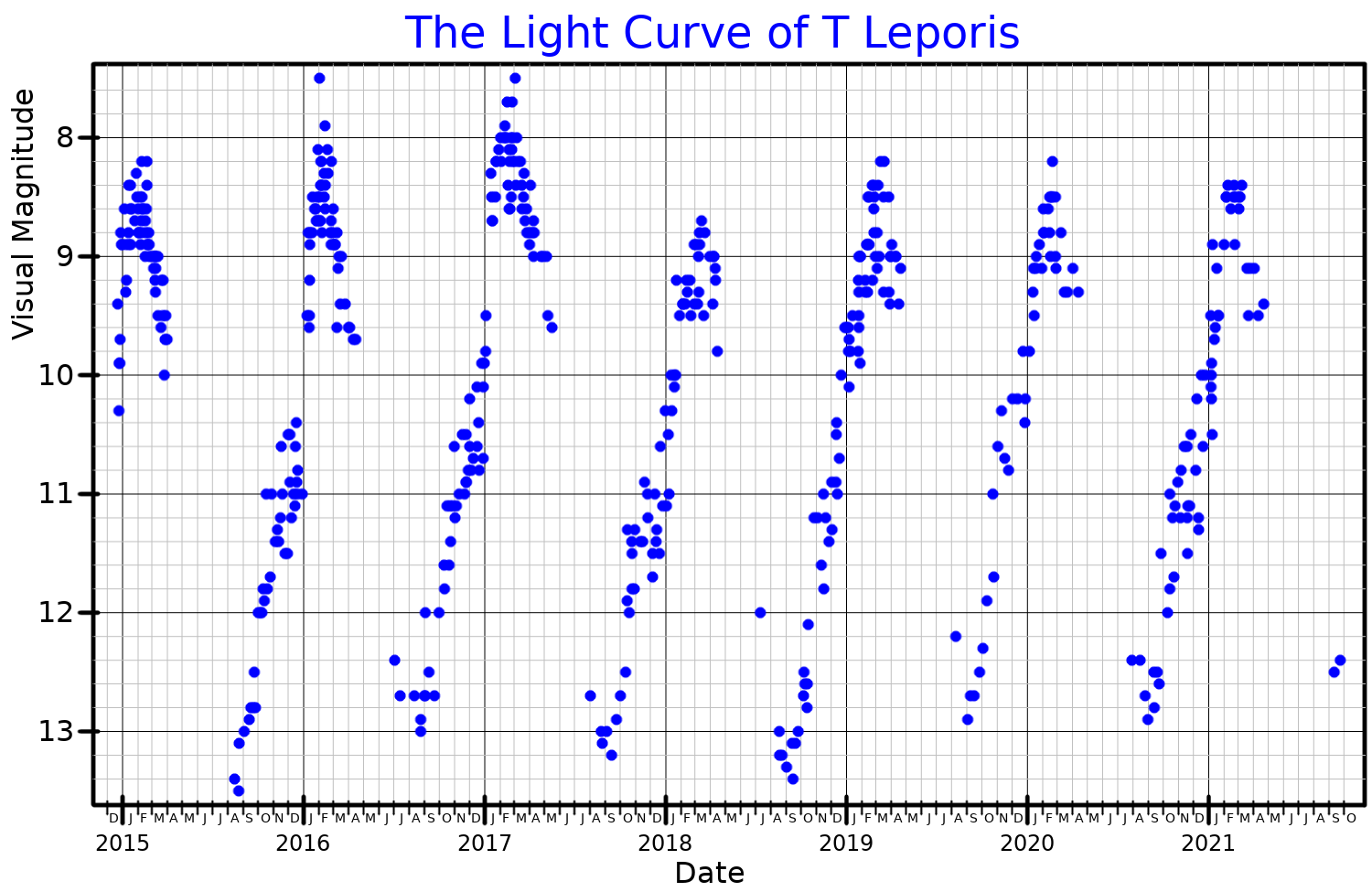
Courbe de lumière en bande visible de T Leporis, obtenue à partir des données de l'AAVSO.

T Leporis est une géante rouge située sur la branche asymptotique des géantes (AGB), dont le type spectral varie entre M6e et M9e. C'est une étoile variable de type Mira, comme l'est R Leporis dans la même constellation, dont la magnitude apparente varie entre 7,4 et 14,3 selon une période de 368,13 jours.
Les variables de type Mira sont une source majeure de molécules et de poussières dans l'univers. À chacune de ses pulsations, T Leporis expulse de la matière dans l'espace, perdant chaque année une quantité équivalente à la masse de la Terre. Des images de T Leporis obtenues avec l'Interféromètre du Très Grand Télescope (VLTI) ont révélé la présence d'une coquille de gaz et de poussières entourant l'étoile, dont le diamètre est environ 100 fois plus grand que celui du Soleil. Par ailleurs, l'environnement immédiat de l'étoile est marqué par la présence de plusieurs zones à masers à eau qui apparaissent s'en éloigner.

## Distance
La parallaxe annuelle de T Leporis a été mesurée durant la mission du satellite Hipparcos, mais cette mesure était beaucoup trop imprécise pour en tirer quoi que ce soit. Sa parallaxe a été mesurée par interférométrie à très longue base, donnant une mesure très précise de 3,06 ± 0,04 mas et correspondant à une distance de 327 ± 4 pc (∼1 070 al) de la Terre. Cette mesure est très similaire à celle de la parallaxe annuelle mesurée par le satellite Gaia de 3,09 ± 0,10 mas, beaucoup plus précis qu'Hipparcos, et donnant une distance de 324 ± 11 pc (∼1 060 al).